# Jacob Christoph Le Blon

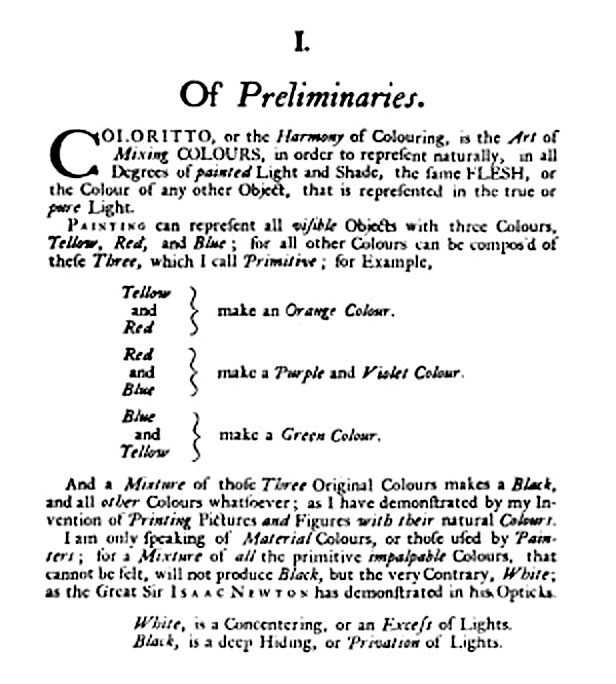
Pàgina del llibre de Le Blon de 1725 Coloritto descrivint el seu Model de color RYB d'impressió

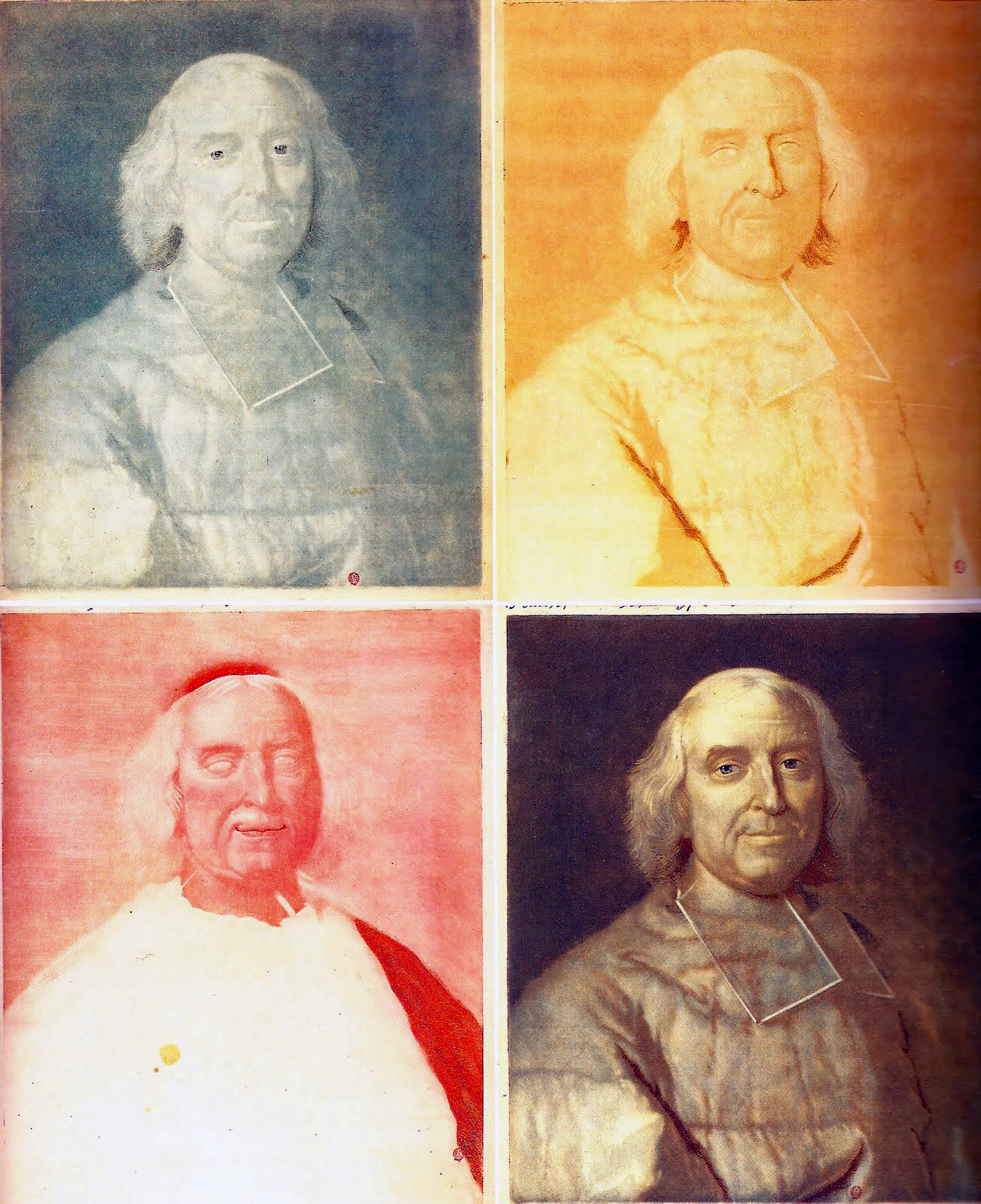
El cardenal André-Hercule de Fleury a Vierfarbdruck el 1738

Jacob Christoph Le Blon (2 de maig de 1667 – 16 de maig de 1741) va ser un pintor i gravador de Frankfurt que va inventar el sistema d'impressió en tres i quatre colors, utilitzant el model de color RYBK, similar al modern sistema CMYK. Va utilitzar el mètode mezzotint per gravar tres o quatre plats metàl·lics (un per cada tinta d'impressió) per fer impressions amb una àmplia gamma de colors. Els seus mètodes van ajudar a formar la base per a la impressió en color moderna.

## Biografia
Al costat del seu pare, Le Blon va abandonar Huguenots fugint de França el 1576, i es va assentar a Frankfurt. El seu avi Christof Le Blon es va casar amb Susanna Barbara Merian, filla de l'artista i gravadora Matthäus Merian (1593-1650). Sembla que Le Blon es va formar en la seva joventut amb el pintor i gravador suís Conrad Ferdinand Meyer (1618-1689) a Zuric, però no hi ha proves documentals. Generalment es diu que Le Blon va estar a Roma entre 1696 i 1702, on hauria estudiat art amb el pintor Carlo Maratta (1625-1713). Allí es va familiaritzar amb el pintor i gravador holandès Bonaventura van Overbeek, que va crear una extensa obra sobre les antiguitats de Roma, publicades pòstumament el 1708 i que contenen un retrat d'Overbeek atribuït a Le Blon. Encoratjat per Van Overbeek, Le Blon es va traslladar a Amsterdam, presumiblement el 1702, on va treballar com a pintor i gravador de miniatures. El 1705 es va casar amb Gerarda Vloet amb qui va tenir dos fills que sembla que van morir durant la infància.
El 1707, Le Blon va fer una breu publicació en neerlandès sobre les formes del cos humà. El 1708 i 1709 se sap que va fer experiments barrejant colorants a Amsterdam i el 1710 va fer les seves primeres impressions en color amb plats grocs, vermells i blaus. Mentre estava a Amsterdam, es va familiaritzar amb Arnold Houbraken, que el va citar com a font d'informació sobre pintors alemanys al seu Schouburg, publicat després de la mort d'Houbraken el 1718. L'esposa de Le Blon va morir el 1716 i el 1717 es va traslladar a Londres, on va rebre patents reals per al procés d'impressió en tres colors i per teixir de tres tapissos. El procés de tapisseria va consistir en la utilització de fibres blanques, grogues, vermelles, blaves i negres per crear imatges. El procés d'impressió va consistir en utilitzar tres plats intaglio diferents, enquadernats en diferents colors. El 1722 va publicar un petit llibre, Coloritto, en francès i anglès. Hi va afirmar que "la pintura pot representar tots els objectes visibles amb tres colors, groc, vermell i blau" (pàg. 6, 7). Durant la seva estada a Anglaterra va produir diverses desenes d'imatges de tres i quatre colors en múltiples còpies que inicialment es van vendre bé a Anglaterra i al continent. A la llarga, la seva empresa no va progressar i Le Blon va deixar Anglaterra el 1735, traslladant-se a París, on va continuar produint gravats segons el seu mètode. Durant els seus últims anys, es van produir diverses seqüències d'estampes i es van vendre mostrant els diferents passos del seu procés d'impressió, com un retrat del cardenal francès de Fleury. El 1740 va començar a treballar en una col·lecció d'estampes d'anatomia per les quals tenia una sòlida llista de subscriptors. Quan va morir el 1741 a París, va deixar una filla de 4 anys i mig, Margueritte, com a únic hereu. Una descripció detallada de l'obra de Le Blon va ser publicada l'any 1756 per Antoine Gautier de Montdorge, que es va fer amic d'ell durant els seus últims anys a París.
El mètode de Le Blon requeria experiència en la desconstrucció d'una imatge de color en els seus presumptes components cromàtics primaris i en la comprensió dels efectes de la superposició de tintes d'impressió en determinades àrees, i per això es requeria un extens treball de prova i error. El procés de Le Blon es va practicar a França després de la seva mort i va progressar a principis de la dècada del segle xix en la cromolitografia. Tanmateix, es requeria una metodologia per trencar objectivament les imatges en components de color que es van fer possibles amb la invenció de la fotografia en color a la segona meitat del segle xix i la invenció de la impressió de mitja tona al final del segle xix.